# Deraeocoris rubroclarus
Deraeocoris rubroclarus är en insektsart som beskrevs av Knight 1921. Deraeocoris rubroclarus ingår i släktet Deraeocoris och familjen ängsskinnbaggar. Inga underarter finns listade i Catalogue of Life.